# Birdseye (Indiana)
Pour les articles homonymes, voir Birdseye.
Birdseye est une municipalité américaine située dans le comté de Dubois en Indiana.
Lors du recensement de 2010, sa population est de 416 habitants. La municipalité s'étend alors sur une superficie de 0,64 mille carré (1,66 km2).
Le bureau de poste de Birdseye est ouvert en 1856 et prend le nom du révérend Bird Johnson. Le bourg est fondé quelques décennies plus tard, en 1880.